# StepMania
StepMania er en emulator af spillet ved navn Dance Dance Revolution. Dance Dance Revolution har sin oprindelse i Asien, og går ud på at man står på en plade med 4, 6 eller 8 felter. På en computerskærm kører der nogle pile op, og når de passerer et bestemt punkt skal man med foden trykke den vej pilen peger. Pilene følger som regel en bestemt rytme, der kommer fra baggrundsmusikken.
- Wikimedia Commons har flere filer relateret til StepMania

| computerspil | Spire Denne computerspilsrelaterede artikel er en spire som bør udbygges. Du er velkommen til at hjælpe Wikipedia ved at udvide den. |